# Anton Makurin
Bản mẫu:Eastern Slavic name
Anton Yuryevich Makurin (tiếng Nga: Антон Юрьевич Макурин; sinh ngày 12 tháng 12 năm 1994) là một cầu thủ bóng đá người Nga thi đấu cho F.K. Tom Tomsk.

## Sự nghiệp
Anh ra mắt chuyên nghiệp tại Giải bóng đá chuyên nghiệp quốc gia Nga cho FC Tom-2 Tomsk vào ngày 19 tháng 7 năm 2014 trong trận đấu với FC Yakutiya Yakutsk.
Anh ra mắt tại Giải bóng đá ngoại hạng Nga cho F.K. Tom Tomsk vào ngày 11 tháng 3 năm 2017 trong trận đấu với P.F.K. CSKA Moskva.